# 川上産業
川上産業株式会社（かわかみさんぎょう、英: Kawakami Sangyo Co., ltd.）は、東京都千代田区五番町と愛知県名古屋市中区に本社を置く、梱包資材（緩衝材）メーカー。

## 概要
1968年（昭和43年）創業。気泡緩衝材（通称「プチプチ」）や気泡ボード、その他梱包資材の製造・販売を行っており、この分野では国内最大手である。
近年では梱包以外の用途に使用できる製品の開発も行っており、玩具メーカーのバンダイの開発に協力した「∞プチプチ」、暇つぶし用の「プッチンスカット」やiPadケースやペンケースなどのプチグッズなどが発売されている。

## 沿革
- 1968年（昭和43年） - 創業[1]。
- 1976年（昭和51年）5月 - 「川上産業株式会社」を設立[1]。
- 2000年（平成12年） - 8月8日を「プチプチの日」と制定[7]。
- 2004年（平成16年）9月 - 関東ファブ株式会社の営業譲受[1]。
- 2005年（平成17年）
  - 1月 - アイチ化成株式会社を合併[1]。
  - 9月 - 大阪化成株式会社を合併[1]。
- 2015年（平成27年）9月 - 本店を東京に移転し、本社機能を東京と名古屋に置く[1]。
- 2023年（令和5年） - 名古屋本社を名古屋市中村区から中区へ移転[8]。

## 支店・事業所
- 東京本社（東京都千代田区）
- 名古屋本社（愛知県名古屋市中区）[9]
- 工場
  - 札幌工場（北海道札幌市東区）[9]
  - 仙台工場（宮城県岩沼市）[9]
  - 栃木工場（栃木県下都賀郡野木町）[9]
  - 高崎工場（群馬県高崎市）[9]
  - 榛東工場（群馬県北群馬郡榛東村）[9]
  - 厚木工場（神奈川県海老名市）[9]
  - 名古屋工場（愛知県あま市）[9]
  - 兵庫工場（兵庫県加古郡稲美町）[9]
  - 小野加工所（兵庫県小野市）[9]
  - 福岡工場（福岡県糟屋郡須恵町）[9]
- 営業所

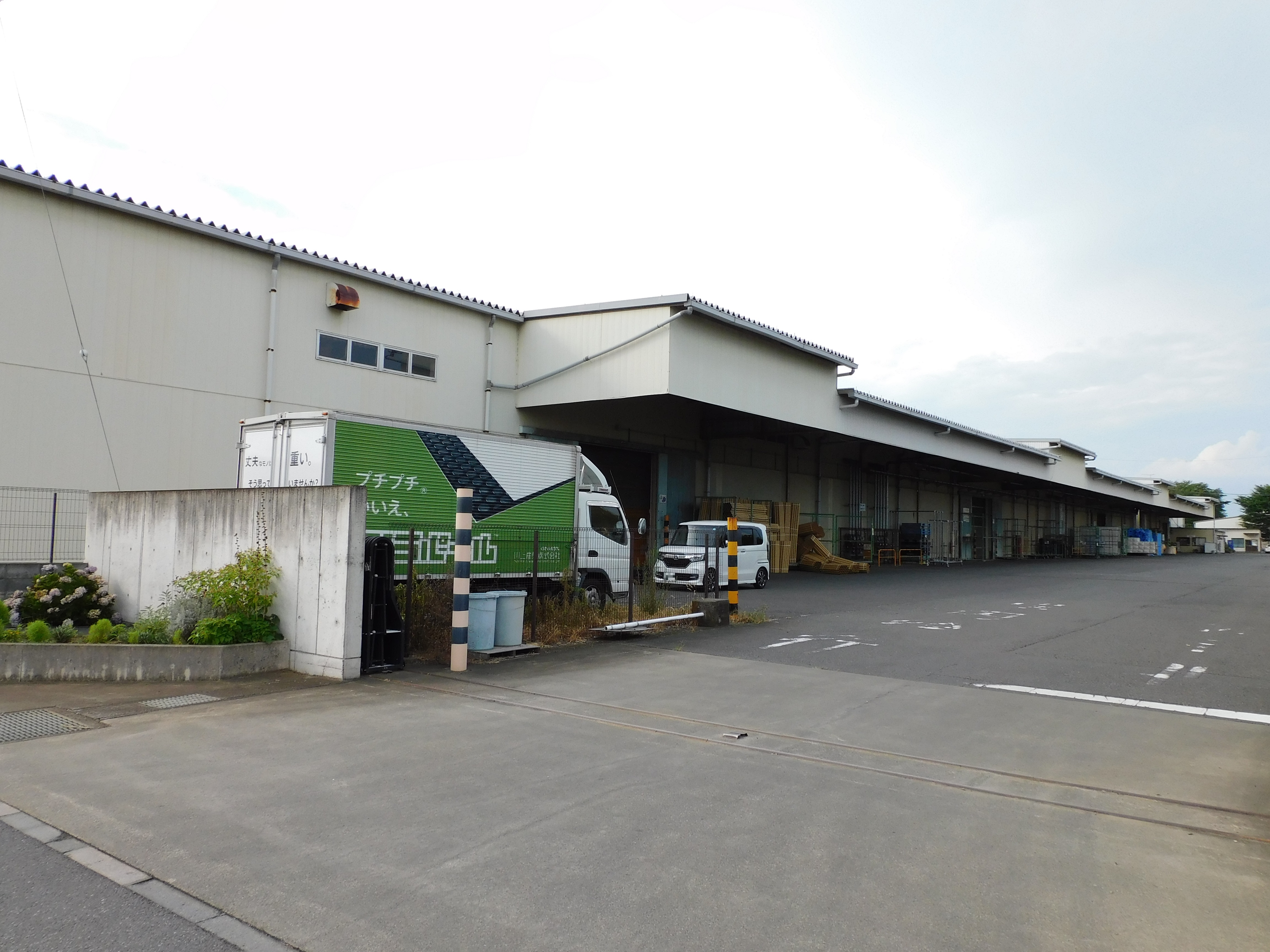
栃木工場

  - 東京営業支店 / 東京営業所（東京都千代田区）[9]
    - 札幌営業所（北海道札幌市東区）
    - 仙台営業所（宮城県仙台市宮城野区）
    - 北関東営業所（埼玉県久喜市）[9]
    - 高崎営業所（群馬県高崎市）[9]
    - 横浜営業所（神奈川県横浜市中区）[9]
    - 松本営業所（長野県松本市）[9]

  - 名古屋営業支店 / 名古屋営業所（愛知県名古屋市中区）[9]
    - 静岡営業所（静岡市葵区）[9]
    - 北陸営業所（石川県金沢市）[9]
    - 滋賀営業所（滋賀県近江八幡市）[9]

  - 大阪営業支店 / 大阪営業所（大阪府大阪市中央区）[9]
    - 広島営業所（広島県広島市西区）[9]
    - 福岡営業所（福岡県糟屋郡須恵町）[9]

## 補足
- コピアポ鉱山落盤事故の際には、閉じ込められた作業員たちに「プッチンスカット」を寄贈した[10]。